# Bystřice nad Pernštejnem
Bystřice nad Pernštejnem é uma cidade checa localizada na região de Vysočina, distrito de Žďár nad Sázavou.